# Minority Report
Minority Report är en amerikansk film från 2002 i regi av Steven Spielberg. Filmen bygger på novellen "The Minority Report", av den amerikanske science fiction-författaren Philip K. Dick.

## Handling
Filmens centrala tema är den fria viljan och determinism. Filmen utspelar sig år 2054, John Anderton jobbar för PreCrime-polisen i Washington, D.C. PreCrime är ett experiment där man kan se mord i framtiden och försöka stoppa dem. PreCrime förutser att Anderton ska mörda. Han flyr lagen och försöker ta reda på varför han ska mörda.

## Om filmen
Spielberg bjöd år 1999 in experter inom olika områden som datavetenskap, biomedicin och arkitektur om råd hur framtiden kom att se ut inom till exempel teknik och socioekonomisk indelning.
Svenskarna Max von Sydow, Peter Stormare och Caroline Lagerfelt finns med i rollistan, och det förekommer ett flertal svenskspråkiga repliker i filmen. Bland annat så får vi höra "Små grodorna" framföras av Lagerfelts karaktär (istället för öron så sjunger hon ögon). 
Tidningen The Guardian publicerade en artikel år 2010 där man beskrev delar i filmen som blivit sanning. Bland dem kan nämnas multi-touch, bildläsare som scannar ögats iris och mjukvara som förutspår brott vilket presenterades år 2010 av en professor vid University of Pennsylvania. Den röda bil Anderton kör i filmen är ett framtids-koncept från Lexus av företagets designstudio Calty och den tyske bildesignern Harald Georg Belker. Bilen fick namnet Lexus 2054.

## Rollista
| Tom Cruise         | – Utredaren John Anderton              |
| Max von Sydow      | – Pre-Crimes polischef Lamar Burgess   |
| Steve Harris       | – Jad                                  |
| Samantha Morton    | – Agatha                               |
| Colin Farrell      | – Danny Witwer                         |
| Neal McDonough     | – Polisen Gordon 'Fletch' Fletcher     |
| Patrick Kilpatrick | – Polisen Jeff Knott                   |
| Jessica Capshaw    | – Evanna                               |
| Richard Coca       | – Pre-Crime polis                      |
| Peter Stormare     | – Illegal oftalmolog                   |
| Caroline Lagerfelt | – Den illegale oftalmologens assistent |